# The Roof (Back in Time)
The Roof (Back in Time) – piosenka napisana przez Mariah Carey, Cory'ego Rooneya i Trackmasters na szósty album studyjny Carey Butterfly. Wyprodukowana przez Carey i Trackmasters, jest zbudowana na elementach "Shook Ones Pt. II". Remix zawiera rap Mobba Deepa. Piosenka jest znana także pt. The Roof'.

## Wydanie
Gdy "Breakdown" został wybrany na trzeci singel w USA i Australii, "The Roof" został wydany jako trzeci singel w Europie w marcu 1998. Pomimo braku wydania w USA, teledysk został wyświetlony w MTV i VH1.
Główny teledysk, nakręcony przez Carey i Diane Marteljest, bazowany jest na remiksie Mobba Deepa. Pokazuje Carey w limuzynie w czasie ulewnej i ciemnej nocy. Później wychodzi ona z limuzyny, aby uwolnić swoje wspomnienia. Teledysk został zmieniony na potrzeby nierapowej wersji i pokazany w MTV i VH1.
W 2003 roku Slant Magazine nazwał teledysk osiemnastym najlepszym w historii teledyskiem, pisząc, że "Carey pokazuje swoją niewinność i autentyczną wrażliwość, której nie można było dostrzec w poprzednich piosenkach i teledyskach. Nakręcony w hotelu i ciemnej limuzynie uwalnia Carey od bubblegum popu z przeszłości."
David Morales i The Full Crews stworzyli remiksy piosenki.

## Lista utworów
- CD Maxi:

1. "The Roof"
2. "The Roof" (Radio Edit)
3. "The Roof" (Mobb Deep extended remix)
4. "The Roof" (Full Crew's club mix)
5. "The Roof" (Full Crew club mix)

- Side 1

1. "The Roof" (Mobb Deep extended remix)
2. "The Roof" (Full Crews' club mix)
3. "The Roof" (Full Crew club mix)
4. "The Roof" (Full Crew radio edit/no rap)

- Side 2

1. "The Roof" (Funky Club mix)
2. "The Roof" (After Hours mix)
3. "The Roof" (Bass Man mix)

## Pozycje na listach przebojów
| Lista (1998)                    | Najwyższa pozycja |
| ------------------------------- | ----------------- |
| Netherlands Mega Single Top 100 | 63                |
| UK Singles Chart                | 96                |